# Обресков, Алексей Михайлович
Алексей Михайлович Обресков (1718—1787) — русский дипломат екатерининской эпохи. Закончил свою карьеру сенатором в чине действительного тайного советника.

## Начало службы
Родился в 1718 году — сын поручика Михаила Афанасьевича из рода Обресковых, который умер в 1732 году в крепости Св. Анны.
В марте 1733 года был помещён в Сухопутный шляхетный корпус, из которого был выпущен 14 апреля 1740 года. Вместо военной службы избрал дипломатическую. В этом году в Константинополь отправлялся назначенный туда полномочным послом Александр Иванович Румянцев, и Обресков подал просьбу о причислении его к посольству и был назначен пажем. В Константинополе он, благодаря своему знанию иностранных языков, скоро сумел сделаться необходимым для Румянцева и постоянно помогал послу вести дипломатическую переписку; в то же время, обладая хорошей памятью и богатыми способностями, Обресков скоро изучил турецкий и греческий языки; в 1742 году Обресков был произведен в армейские поручики. При следующих после Румянцева резидентах, Вешнякове и Неплюеве, Обресков также находился в Константинополе и, пользуясь их расположением, нередко исполнял весьма ответственные поручения.
В 1747 году ему было поручено Неплюевым отвезти в Россию захваченного в Константинополе самозванца Федора Иванова, выдававшего себя за сына царя Ивана Алексеевича. Обресков со стражей повез его, но по дороге в Айдосах самозванец начал звать турок, крича, что он подданный султана и что он желает принять магометанство. Турки отбили его и, несмотря на попытки Обрескова выманить самозванца обратно посулами и угрозами, его не только не выдали, но стали даже угрожать самому Алексею Михайловичу. Обресков должен был спасаться от разъяренной толпы и уехал обратно в Константинополь, но Неплюев, понимая, что держать его в Константинополе после этого небезопасно, отправил его на время в Россию. Впрочем, здесь Обресков пробыл недолго: уже в следующем году он был снова в Константинополе, и 2 декабря 1748 года был произведён в армейские капитаны.
В 1750 году Обресков вернулся в Россию и в награду за свою деятельность был произведен в секунд-майоры. В Петербурге отдыхать ему, однако, пришлось недолго: в 1751 году умер в Константинополе русский резидент А. И. Неплюев и нужно было немедленно же заместить этот пост, весьма важный в виду тогдашних европейских событий.

## Поверенный в делах и резидент в Константинополе
Обресков, несмотря на свою сравнительную молодость, в глазах правительства был лицом, могущим не без успеха стать представителем России перед Турцией, ибо за ним была достаточная опытность и знание. В докладе иностранной коллегии о нем говорилось: 
Сей майор Обресков для того способным к тому признается, что он уже был там при здешних резидентах, Вешнякове и Неплюеве, около 10 лет и в тамошних поведениях довольное имеет знание.
28 февраля 1751 года Обресков был назначен поверенным в делах в Константинополь с производством в надворные советники, а через полтора года, 13 ноября 1752 года стал резидентом.
Главной целью, которая была поставлена новому резиденту — было стремиться к заключению трактата, по которому русские могли бы свободно производить торговлю на Чёрном море на своих кораблях и свободно плавать на этом море. Обресков отлично понимал, что это дело «самонаикрайнейшей нежности», и поэтому действовал очень осторожно. Он отлично знал, что вернейшее средство воздействовать на турецкое правительство есть подкуп, и потому подкупал всех тех, которые по его мнению могли быть ему полезными. В то же время Обресков должен был иметь в виду и нужды балканских славян, положение которых требовало заступничества России; между тем, как Россия была лишена возможности действовать решительно, в виду тех затруднительных обстоятельств, в которые она была поставлена приготовлениями к войне с Фридрихом II, Обресков умело справлялся со всеми этими затруднениями и очень мирно уживался со строгим и капризным султаном Мустафой III.

### Семилетняя война
Гораздо труднее оказалось положение Обрескова, когда началась Семилетняя война: Фридрих II, стесненный со всех сторон, старался как-нибудь разделить силы союзников и предписывал своему посланнику в Константинополе склонить Порту к нападению на Австрию, или, по крайней мере, к заключению с Пруссией союза. Представления прусского посла поддерживал и английский представитель, и Порта действительно была настроена очень воинственно и готова была придраться к самому незначительному поводу, чтобы открыть войну. Обрескову пришлось быть осторожным, но он всё-таки справился со своей задачей и заставил Турцию держаться нейтралитета.
Между тем умерла императрица Елизавета, и вступил на престол Пётр III, который круто изменил направление русской политики, став на сторону Фридриха II против Австрии, и А. М. Обресков очутился в очень затруднительном положении, будучи принужден уничтожать все то, о создании чего раньше старался. К его счастью, скоро вступила на престол Екатерина II, относившаяся вообще очень благосклонно к Обрескову, и ему не пришлось проводить политики прямо противоположной той, которую он проводил раньше.

### Польский вопрос
Еще Пётр III произвёл Обрескова в действительные статские советники; Екатерина II пожаловала ему скоро по вступлении на престол орден св. Анны. Очень хорошо относился к Обрескову и тогдашний президент Коллегии иностранных дел граф Панин, имевший не раз случай испытать его умение и дипломатический такт, которые особенно понадобились ему теперь, когда в 1763 году умер польский король Август III и поднялся вопрос об избрании на его место нового короля. Русское правительство покровительствовало графу Понятовскому, но французский двор, стремившийся к упрочнению польского престола за Саксонским домом, начал сильно противодействовать русским замыслам и старался настроить против них Порту. С этой целью интриговали в Константинополе французский посол Вержен и польский резидент Станкевич, заявляя, что Польша лишена возможности выбирать себе короля, что Екатерина силой возводит Понятовского, чтобы потом выйти за него замуж и этим объединить под своей властью Польшу и Россию. Турецкое правительство, действительно, хотело сначала вмешаться в польские дела, но Обресков успел склонить на свою сторону переводчика Порты и целым рядом подкупов заставил Порту отказаться от вмешательства. Императрица была очень довольна этим и на реляции Обрескова написала: 
Ревность, искусство и усердие Обрескова довольно похвалить не можно; да благословит Господь Бог и впредь дела наши тако.

### Русско-турецкая война

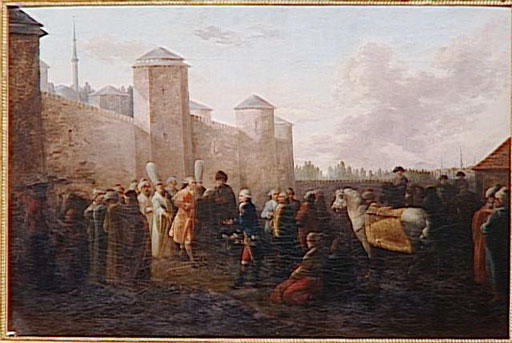
Освобождение Обрескова из Семибашенного замка

Между тем в Константинополе у Обрескова появились новые враги: раздражал Порту против России своими жалобами крымский хан Кырым Гирей, враждебно настроенный против России, интриговали против неё польские патриоты, недовольные русским правительством, а Пруссия и Австрия также добивались союза с Турцией, желая вовлечь её в дела Польши, чтобы ослабить в ней влияние России. Между тем, русское правительство ввело войска в Польшу для защиты диссидентов, затем началась борьба с Барской конфедерацией и всё это подавало повод врагам России возмущать против неё турецкое правительство. Положение Обрескова сделалось очень трудным: он даже должен был подписать обещание, по которому русские должны были вывести из Польши свои войска, лишь только кончится диссидентская война.
Тщетно просил он совета и указания у Панина: тот полагался на его собственную опытность и лишь прислал ему на подкупы 70000 рублей. Но деньги теперь уже не могли помочь, так как благоприятствующие Обрескову великий визирь и рейс-эфенди были сменены, новые же оказались враждебно настроенными против России. Порта искала только случая, чтобы объявить войну России и случай скоро представился: в 1768 году во время гайдамацкой войны отряд гайдамаков напал на селения Балту и Дубоссары, принадлежавшие крымскому хану. Порта придралась к этому и решила начать с Россией войну. 25 сентября 1768 года Обресков был позван к великому визирю, который потребовал от него ручательства, что Россия выведет немедленно войска из Польши и откажется от защиты диссидентов. Обресков заявил, что он не имеет права сделать это, и тогда ему и 11 членам посольства был объявлен арест. Обрескова посадили в подземелье башни Едикуле, где положение его оказалось настолько тяжелым, что даже турок-комендант должен был донести, что пленники не могут прожить в таком помещении и трёх суток. Обресков вследствие этого был переведен в лучшее помещение, небольшую тесную избушку, куда свет проходил только через двери и небольшое окошко в крыше. В декабре Обресков притворился отчаянно больным, подкупил врачей и заставил перевести себя в лучшее помещение.
В 1769 году визирь взял его с собой в поход, и здесь Обрескову пришлось очень тяжело: его заставляли ходить пешком, обращались с ним очень плохо, все представления, которые он делал великому визирю о своем освобождении, оставались без последствий, и только новый визирь смягчил несколько его участь, заключив его в полуразвалившийся замок в окрестностях Адрианополя и не заставляя его постоянно двигаться со своей армией. Караул, приставленный к нему, был очень строг: к нему никого не допускали. Однако во время своего заключения ему удавалось пересылать письма Панину, в которых он описывал своё состояние, положение дел в Константинополе и давал очень ценные советы относительно ведения войны. Вот как описывал он в одном из писем своё положение:
Я заперт в замке, в котором пустого места не более сажен пять, и должен толочься тут, как в берлоге медведь; если еще жив, то сие единственно приписываю отраде, часто же крайнее расстройство и страх здешних варваров.
Наконец, летом 1771 года по энергичным представлениям австрийского и прусского послов, Обресков был освобождён, и 30 августа 1771 года прибыл в Петербург. Императрица щедро наградила его за это заключение: еще в 1766 году он был пожалован в тайные советники; теперь он был назначен членом Коллегии иностранных дел, получил орден Св. Александра Невского и 200 тысяч рублей.

## Мирные переговоры в Фокшанах и Бухаресте
Недолго, однако, пришлось ему быть в Петербурге. Начались мирные переговоры с Портой, и А. М. Обресков вместе с графом Г. Г. Орловым был отправлен на конгресс с турецкими уполномоченными в Фокшаны. Главные требования русского правительства сводились к признанию за Россией свободы торговли и мореплавания на Черном море и к независимости Крыма от султана. Турки, разумеется, не могли согласиться на это, и конгресс окончился без результатов. Впрочем, до нас дошло письмо графа Панина, которое указывает и на другую причину неудачи конгресса. Панин приписывает неудачу «бешенству и колобродству» гр. Орлова. Вместе с тем он уверял Обрескова, что императрица отлично сознает, что 

вам невозможно было ничего иного сделать в положении вашем, как то, что вы сделали. Поверьте, мой друг, что вам вся справедливость отдается и ваши прежние заслуги не помрачаются, конечно, от необузданности товарища вашего… Мы поставлены теперь в наикритическое положение через сей разрыв, возобновляющий войну старую и ускоряющий новую. Вам поручается извлечь отечество из такого жестокого кризиса.
На следующий конгресс в Бухарест Обресков отправлен был уже один, но и здесь, несмотря на все свои старания, он не мог ничего сделать, вследствие постоянных интриг со стороны врагов России в Константинополе. Только новые победы Румянцева могли заставить Порту согласиться на русские условия, но мир был заключен уже не Обресковым, который не мог поспеть вовремя в Кучук-Кайнарджи, вследствие сильного разлития Дуная.

## Последние годы жизни
По прибытии в Петербург Обресков не прекратил своей деятельности и ревностно работал в коллегии иностранных дел, где скоро занял благодаря своему выдающемуся уму и способностям видное положение. В 1779 году он был назначен присутствовать в Сенате, в 1784 году произведён в действительные тайные советники и умер, находясь на службе в 1787 году.
По свидетельствам современников А. М. Обресков отличался большим образованием и природным умом, но в обыденной жизни был человеком очень вспыльчивым и крутым.

## Семья

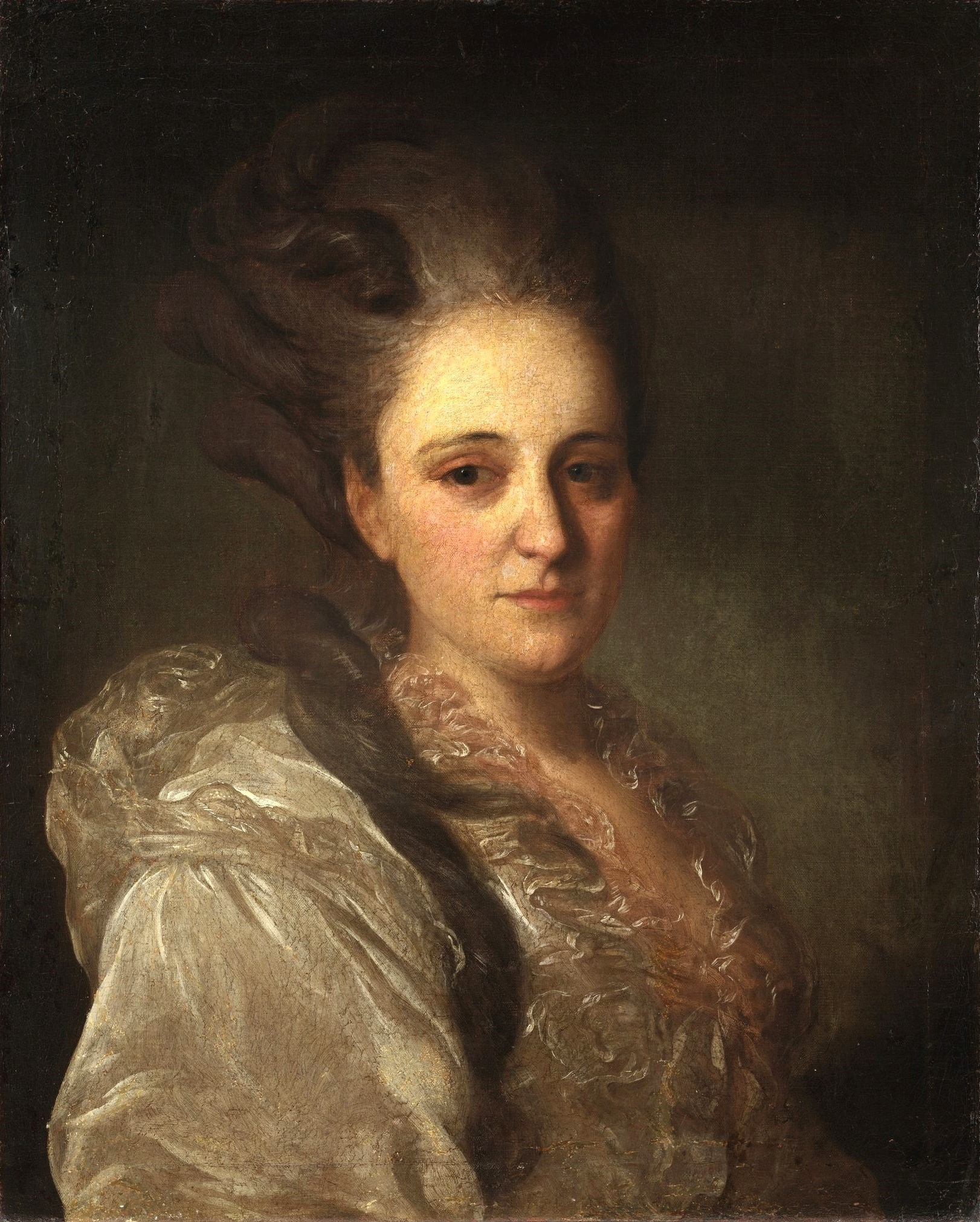
Варвара Андреевна на портрете Рокотова

А. М. Обресков был женат три раза: первый раз тайно, когда ему было еще 18 лет, на ирландке Аббот; второй раз в Константинополе, на гречанке; третий раз на Варваре Андреевне Фаминциной (1746—1815), дочери генерал-майора А. Е. Фаминцина от брака с А. А. Зыбиной, в 1797 году она получила орден Св. Екатерины 2 степени. Имел пятерых сыновей и двух дочерей:
- Пётр (1752—1814), тайный советник, сенатор.
- Михаил (1759—1842), генерал-лейтенант, затем действительный тайный советник, сенатор.
- Иван (ум. 1813), подпоручик Ярославского пехотного полка.
- Екатерина (1766—19.12.1851[1]), фрейлина, в 1785 году окончила с шифром Смольный институт (4-й выпуск).
- Андрей, сержант л.-гв. Измайловского полка.
- Николай (1778—21.01.1811[2]), сержант л.-гв. Измайловского полка.
- Агриппина